# 赫恩勒山 (阿爾高阿爾卑斯山脈)
47°38′20″N 11°04′28″E / 47.63889°N 11.07444°E

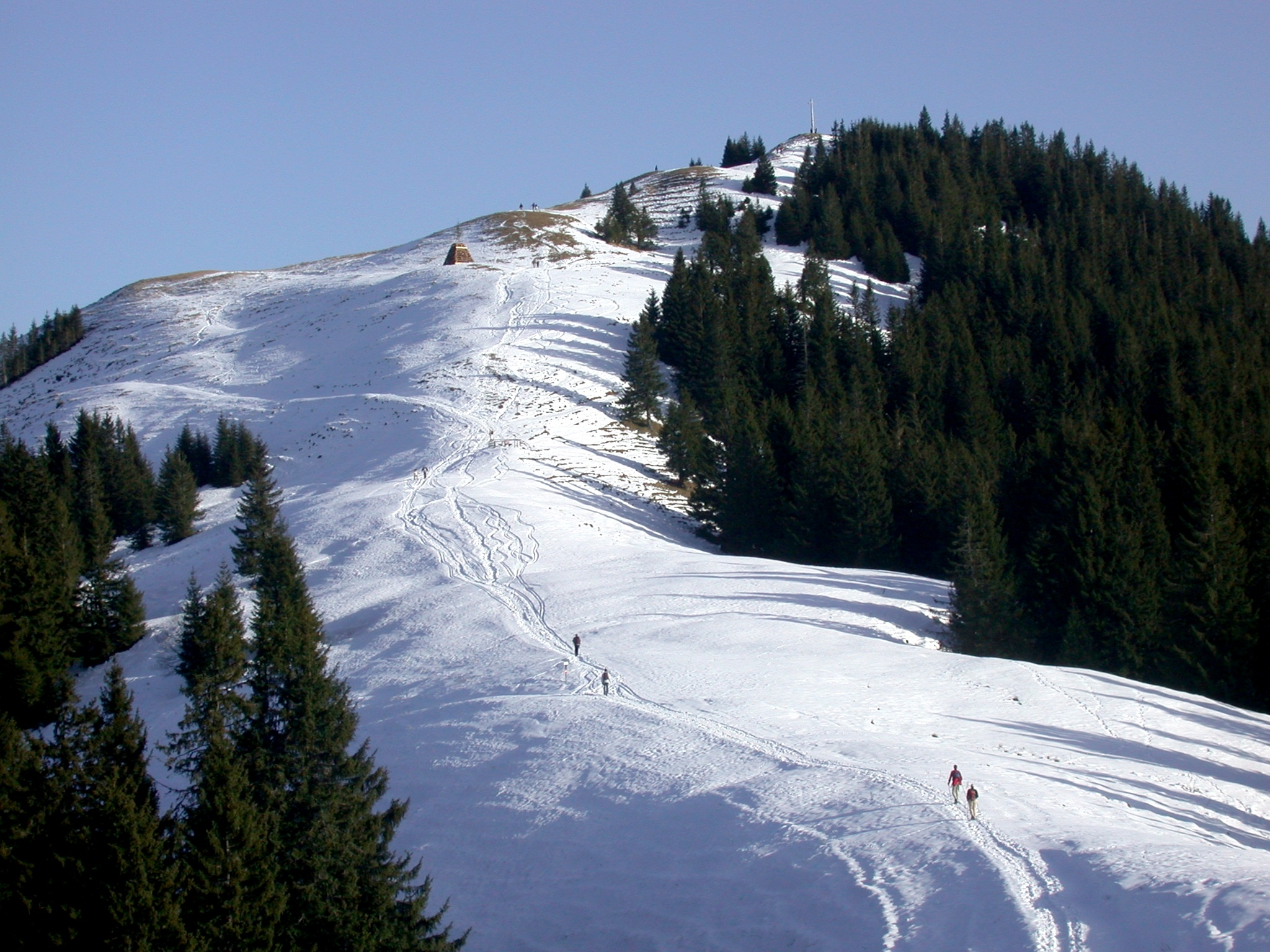

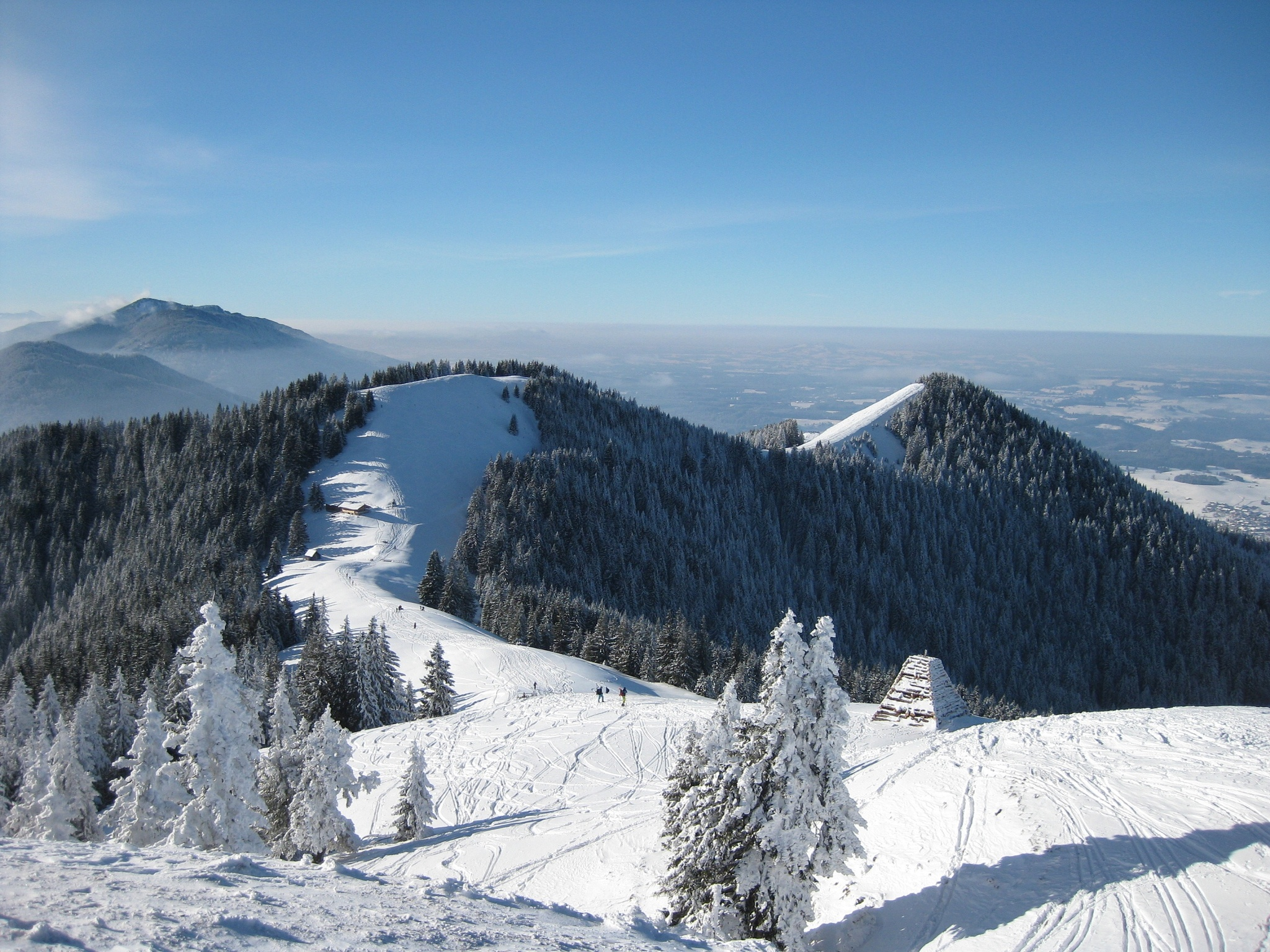

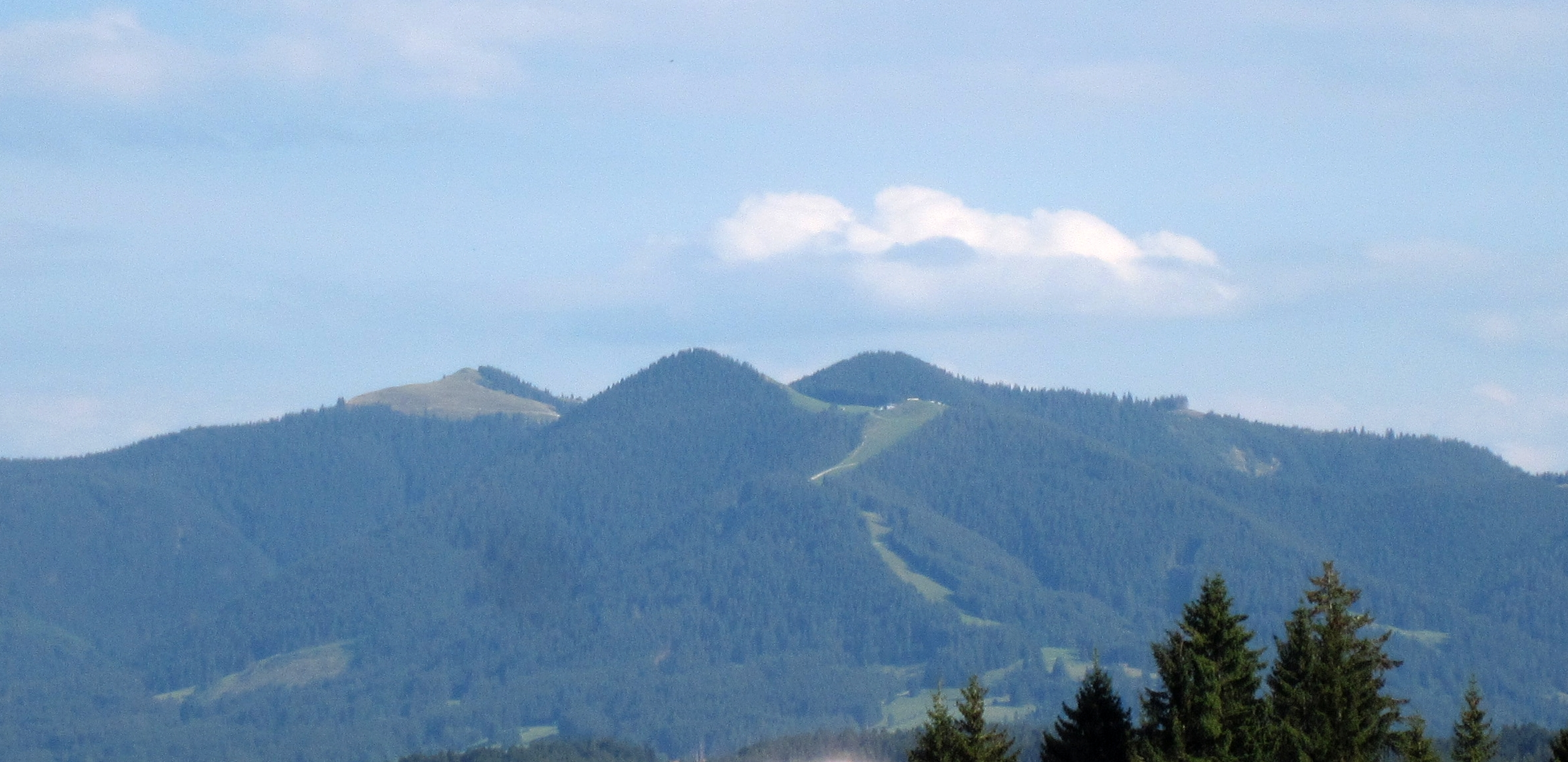

赫恩勒山（德語：Hörnle），是德國的山峰，位於該國東南部，由巴伐利亞負責管轄，屬於阿爾高阿爾卑斯山脈的一部分，海拔高度1,548米，每年平均降雨量1,715毫米。